# Буглак, Андрей Васильевич
Андрей Васильевич Буглак (31 июля 1969) — советский и белорусский футболист, вратарь.

## Биография
Воспитанник футбольной секции «Кристалл» (Александрия). В соревнованиях мастеров дебютировал в 1987 году во второй лиге в составе могилёвского «Днепра». В последнем сезоне перед распадом СССР выступал в первенстве Белорусской ССР за «Металлург» (Молодечно).
В 1992 году выступал в высшей лиге Белоруссии за «Ведрич» (Речица), сыграл 7 матчей и пропустил 8 голов.
В 1993—1994 годах играл в России, в первой лиге за АПК (Азов) и в третьей лиге за «Источник» (Ростов-на-Дону).
Вернувшись в Белоруссию, играл за клубы первой и второй лиги — «Стреличево» (Хойники), «Химик»/«Коммунальник» (Светлогорск), «Ведрич», «Забудова» (Чисть), «Днепр-ДЮСШ-1» (Рогачёв).
После окончания карьеры выступает за команды ветеранов г. Речицы.